# Monica Nancy Wick
Monica Nancy Wick (* 30. November 1971) ist eine deutsche Schauspielerin, Filmproduzentin, Filmregisseurin und Drehbuchautorin.

## Leben
Wick studierte in Münster. Sie war mit dem Schauspieler Oliver Korittke verheiratet, mit dem sie in Berlin-Steglitz lebte. Auch heute lebt Wick noch in Berlin.
1999 war sie in Bang Boom Bang – Ein todsicheres Ding, in der auch Oliver Korittke mitspielte, an der Seite von Alexandra Neldel zu sehen. 2000 erhielt sie eine Rolle im Kurzfilm Tangled. 2002 war sie in Der letzte Flug, der zweiten Folge der 21. Staffel der Serie SOKO 5113, zu sehen. 2004 übernahm sie die Hauptrolle in dem Film Video Kings, der nach einem Drehbuch und unter der Regie von Daniel Acht und Ali Eckert entstand. Zusammen mit Ali Eckert produzierte sie 2012 die Dokumentation Brett vor’m Kopp, die das Lebenswerk des Skateboard-Pioniers Titus Dittmann zeigt, wobei sie sowohl die Regie übernahm als auch das Drehbuch schrieb.

## Filmografie (Auswahl)
- 1999: Bang Boom Bang – Ein todsicheres Ding (Schauspiel)
- 2000: Tangled (Kurzfilm, Schauspiel)
- 2002: SOKO 5113: Der letzte Flug (Staffel 21, Folge 2) (Schauspiel)
- 2004: Video Kings (Schauspiel)
- 2012: Brett vor’m Kopp (Produktion, Regie, Drehbuch)